# Lovčík vodní
Lovčík vodní (Dolomedes fimbriatus) je málo hojný a v Česku ohrožený pavouk z čeledi lovčíkovitých. Jedná se o palearktický druh. V Česku se vyskytuje převážně na Šumavských slatích, v okolí rybníků v CHKO Třeboňsko a v okolí Máchova jezera. Obývá oblasti nížin do středních poloh na mokřadech v litorální zóně stojatých vod (rybníků, slepých ramen), nebo přímo na vodní hladině zejména v ostřicových porostech, také rašeliništích. Omezeně žije v horských oblastech.

## Popis
Samice měří 13–22 mm, samec 9–14 mm. Základní zbarvení osciluje od rezavé až hnědé po sametově černou, nohy mají stejnou barvu jako je základní zbarvení těla, až na výjimky jsou po bocích hlavohrudi a zadečku konstantní bělavé barvy až žluté pruhy. U nedospělých jedinců převládá žlutozelené zbarvení. Hlavohruď delší než široká, nejširší za polovinou své délky, směrem k očím zúžená. Klepítka mohutná, poměrně krátká. Nohy dlouhé a poměrně robustní. Podlouhlý zadeček podobné šířky jako hlavohruď, s kresbou.

## Život
Lovčíci preferují mírně zastíněná místa s bohatým rostlinným porostem. Na lov nepoužívají sítě. Loví částečně ponoření pod vodu. Kořistí jsou především pulci nebo drobné rybky. Samice nosí velký kulovitý kokon vpředu pod tělem. Mezi vrcholky stonků spřádají kupolovitou pavučinu, v níž se zdržují i s kokonem. Nedospělí jedinci žijí na bylinách a větvích keřů a stromů. Vývoj je dvouletý.

### Potápění a chození po vodě
Při vyrušení nebo lovu se potápějí pod hladinu, mohou pod vodou vydržet několik minut. Stříbrně se lesknoucí vrstvička vzduchu na povrchu jejich těla jim dovoluje dýchat i pod vodou a chodit po hladině.